# خلل الحركة المتأخر
خلل الحركة المتأخر أو خلل الحركة الشيخوخي (بالإنجليزية: Tardive dyskinesia)‏ هو خلل في الحركة. يكون بشكل حركات متكررة لا إرادية. تظهر خاصةً في المصابين بأمراض عصبية الذين يستعملون مضادات الذهان.
يحدث خلل الحركة المتأخر عند بعض الأشخاص نتيجة الاستخدام طويل الأمد للأدوية التي تحجب مستقبلات الدوبامين مثل مضادات الذهان والميتوكلوبراميد. تستخدم هذه الأدوية عادةً لعلاج الاضطرابات النفسية، ولكن يمكن إعطاؤها أيضًا لعلاج مشاكل الجهاز الهضمي أو المشاكل العصبية الأخرى. تتطور الحالة عادة بعد شهور إلى سنوات من الاستخدام. يعتمد التشخيص على الأعراض بعد استبعاد الأسباب المحتملة الأخرى.
تشمل الجهود المبذولة لمنع هذه الحالة إما استخدام أقل جرعة ممكنة أو التوقف عن استخدام مضادات الذهان. يشمل العلاج وقف الأدوية المضادة للذهان إن أمكن أو التحول إلى الكلوزابين. يمكن استخدام الأدوية الأخرى مثل فالبينازين أو تترابينازين أو توكسين البوتولينوم لتقليل الأعراض. مع العلاج، يُلاحَظ تحسن في أعراض البعض، بينما لا يُلاحَظ عند البعض الآخر لأسباب غير معروفة بعد.
تبلغ المعدلات عند المرضى الذين يتناولون المضادات غير النمطية للذهان حوالي 20%، ومعدلات المرضى الذين يتناولون المضادات النمطية للذهان حوالي 30%. يكون خطر الإصابة بهذه الحالة أكبر لدى كبار السن، والنساء، والمرضى الذين يعانون من اضطرابات المزاج و/أو المرضى الذين يتلقون العلاج بالأدوية المضادة للذهان. ظهر مصطلح «خلل الحركة المتأخر» لأول مرة في عام 1964.

## الأسباب

### عوامل الخطورة
ارتبطت زيادة خطر الإصابة بخلل الحركة المتأخر بالتدخين في بعض الدراسات، على الرغم من وجود دراسة سلبية. يبدو أن هناك خطرًا يعتمد على التعرض لدخان السجائر للإصابة بخلل الحركة المتأخر في الأشخاص الذين يعالجون بمضادات الذهان. كبار السن أيضًا في خطر متزايد للإصابة بمرض خلل الحركة المتأخر، إضافة إلى الإناث وذوي إصابات الدماغ العضوية أو داء السكري وأولئك الذين يعانون من الأعراض السلبية لمرض انفصام الشخصية. يعتبر خلل الحركة المتأخر أيضًا أكثر شيوعًا لدى المرضى الذين يعانون من آثار جانبية عصبية حادة ناتجة عن العلاج بالعقاقير المضادة للذهان. توجد أيضًا اختلافات عنصرية في معدل حدوث خلل الحركة المتأخر، إذ يمتلك الأفارقة والأمريكيين الأفارقة معدلات أعلى من المرض بعد التعرض لمضادات الذهان. حُدّدت عوامل الخطر الجينية المعينة لخلل الحركة المتأخر بما في ذلك تعدد الأشكال في الجينات التي تشفر مستقبلات D3 و5-HT2A و5-HT2C.

### الوقاية
يمكن الوقاية من خلل الحركة المتأخر باستخدام أقل جرعة فعالة من مضادات الذهان لأقصر فترة ممكنة. ومع ذلك، مع أمراض الذهان المزمن مثل الفصام، يجب أن تكون هذه الاستراتيجية متوازنة مع حقيقة أن الجرعات المتزايدة من مضادات الذهان أكثر فائدة في منع تكرار الذهان. عند تشخيص خلل الحركة المتأخر، يجب إيقاف الدواء المسبب للمرض. قد يستمر خلل الحركة المتأخر بعد سحب الدواء لأشهر أو سنوات أو حتى بشكل دائم. تشير بعض الدراسات إلى أنه يجب على الممارسين الطبيين التفكير في استخدام المضادات غير النمطية للذهان كبديل للمضادات النمطية للذهان للمرضى الذين يحتاجونها. ترتبط هذه العوامل بآثار جانبية أقل وخطر أقل للإصابة بخلل الحركة المتأخر.
اختبرت الدراسات استخدام الميلاتونين والفيتامينات ذات الجرعات العالية ومضادات الأكسدة المختلفة بالتزامن مع الأدوية المضادة للذهان (غالبًا ما تستخدم لعلاج الفصام) كطريقة للوقاية من خلل الحركة المتأخر وعلاجه. على الرغم من الحاجة إلى مزيد من البحث، أفادت الدراسات أن نسبة الأفراد الذين يعانون من خلل الحركة المتأخر أقل بكثير من المعدل الحالي للأشخاص الذين يتناولون الأدوية المضادة للذهان. تدعم الأدلة الأولية استخدام فيتامين هـ للوقاية.

### وبائيًا
يحدث خلل الحركة المتأخر بشكل أكثر شيوعًا في الأشخاص الذين يعانون من حالات نفسية والذين يعالجون بأدوية مضادة للذهان لسنوات عديدة. قُدِّر متوسط معدل الأشخاص المصابين بحوالي 30% للأفراد الذين يتناولون الأدوية المضادة للذهان، مثل تلك المستخدمة في علاج مرض الفصام. قدرت دراسة أجريت في كلية الطب بجامعة ييل أن «32% من الأشخاص يصابون بتشنجات لاإرادية مستمرة بعد 5 سنوات من استخدام المهدئات الرئيسية، و57% بحلول 15 عامًا، و68% بحلول 25 عامًا.» أجريت دراسة طولية على الأفراد الذين تبلغ أعمارهم 45 عامًا فما فوق والذين كانوا يتناولون الأدوية المضادة للذهان. وفقًا لهذه الدراسة البحثية، أصيب 26% من الأشخاص بخلل الحركة المتأخر بعد عام واحد فقط من تناول الدواء، وطور 60% من هذه المجموعة المعرضة للخطر الاضطراب بعد 3 سنوات، وطور 23% حالات حادة من خلل الحركة المتأخر في غضون 3 سنوات. وفقًا لهذه التقديرات، فإن غالبية الناس سيصابون بالاضطراب في النهاية إذا استمروا في تناول الأدوية لفترة كافية.
كبار السن أكثر عرضة للإصابة بخلل الحركة المتأخر، والنساء المسنات أكثر عرضة للخطر من الرجال المسنين. الخطر أقل بكثير عند الشباب مقارنة بالرجال والنساء، ويحدث بشكل متساو عند الذكور والإناث. يكون الأشخاص الذين خضعوا للعلاج بالصدمات الكهربائية أو لديهم تاريخ من مرض السكري أو تعاطي الكحول بكثرة أكثر عرضة للإصابة بخلل الحركة المتأخر.
أجريت مؤخرًا العديد من الدراسات لمقارنة عدد الأشخاص المصابين بخلل الحركة المتأخر الذين يتناولون أدوية الجيل الثاني أو مضادات الذهان الأكثر حداثة مع المرضى الذين يتناولون أدوية الجيل الأول. يبدو أن مضادات الذهان الأحدث لديها احتمالية منخفضة بشكل كبير للتسبب في خلل الحركة المتأخر. ومع ذلك، تعرب بعض الدراسات عن القلق من أن عدد الأشخاص المصابين قد انخفض أقل بكثير مما كان متوقعًا، محذرة من المبالغة في تقدير سلامة مضادات الذهان الحديثة.
يمكن تقييم وتشخيص مريض خلل الحركة المتأخر عن طريق إجراء فحص منهجي. يجب أن يطلب الممارس من الشخص الاسترخاء، والبحث عن أعراض مثل تجهم الوجه، وحركات العين أو الشفاه، والتشنجات اللاإرادية، واضطرابات الجهاز التنفسي، وحركات اللسان. في بعض الحالات، يعاني الأشخاص من مشاكل غذائية، لذلك يجب على الممارس أيضًا السؤال عن زيادة الوزن أو فقدانه.
بصرف النظر عن الاضطراب النفسي الأساسي، قد يتسبب خلل الحركة المتأخر في انعزال الأشخاص المصابين اجتماعيًا. ويزيد من خطر الإصابة باضطراب التشوه الجسمي (BDD) وقد يؤدي إلى الانتحار. قد يزيد الإجهاد العاطفي أو الجسدي من شدة حركات خلل الحركة المتأخر، في حين أن الاسترخاء والتخدير لهما تأثير معاكس.

## الاعراض
تظهر من الإنسان حركات لا إرادية متكررة بلا هدف، مثلا إخراج اللسان، مص الشفاه، الترميش بسرعة، أو حركات سريعة في الأطراف. وعلى سبيل المقارنة فإن المصاب بمرض باركنسون فإنه صعب عليه أن يتحرك، أما المريض بهذا النوع من الخلل في الحركة فإن من الصعب عليه أن لا يتحرك.
نوع آخر من الحركات اللا إرادية يطلق عليه اسم التململ المتأخر وهو أن يحس الإنسان بتوتر داخلي ورغبة عارمة لا تقاوم في أن يتحرك، أي أنه لا يستطيع أن يجلس بهدوء لبعض الوقت، أما الرمع العضلي المتأخر فهو نوع نادر من اختلال الحركة يظهر بشكل تقلص سريع في عضلات الوجه والرقبة والجذع والأطراف.

## الأسباب
بالرغم من أن خلل الحركة المتأخر الظهور معروف منذ 50 عاماً لكن سببه لم يكتشف بشكل واضح لحد الآن. يبدو أن السبب هو تأثر نظام في الدماغ يستعمل مادة الدوبامين (وهي نوع من الناقلات العصبية) خاصة تأثر مستقبلات الدوبامين من نوع دي 2.

## العلاج
- استعمال أقل جرعة ممكنة من الأدوية ضد الدوبامين ولأقل فترة ممكنة.
- تقليل الجرعة أو توقيف الدواء (إذا كان ذلك ممكنا) عند ظهور الحركات الا إرادية.

قد تبقى هذه الحركات الا إرادية لأيام أو أشهر أو أكثر بعد توقيف الدواء. هنك بعض الأدوية التي قد تساعد، مثل التترابنازين، أو الزوفران.